# Flangebouche
Flangebouche ist eine französische Gemeinde mit 833 Einwohnern (Stand: 1. Januar 2022) im Département Doubs in der Region Bourgogne-Franche-Comté.

## Geographie
Flangebouche liegt auf 728 m über dem Meeresspiegel, zehn Kilometer östlich von Valdahon und etwa 36 Kilometer ostsüdöstlich der Stadt Besançon (Luftlinie). Das Dorf erstreckt sich im Jura, inmitten des Beckens von Avoudrey, nördlich des Mont Chaumont. Das Gemeindegebiet gehört zum Regionalen Naturpark Doubs-Horloger.
Die Fläche des 23,27 km² großen Gemeindegebiets umfasst einen Abschnitt des französischen Juras. Der nördliche Teil des Gebietes wird vom schwach reliefierten Becken von Avoudrey eingenommen, das eine Breite von ungefähr 4 km und eine Länge von fast 10 km aufweist und durchschnittlich auf 720 m liegt. Es ist überwiegend von Acker- und Wiesland bestanden. Das Plateau besitzt keine oberirdischen Fließgewässer, weil das Niederschlagswasser im verkarsteten Untergrund versickert. Flangebouche selbst liegt in der weiten Mulde eines Trockentals, das topographisch zum Einzugsgebiet der Reverotte (Zufluss des Dessoubre) gehört. Die Landschaft weist verschiedene Mulden und Kuppen auf.
Nach Süden leitet eine ungefähr 50 bis 100 m hohe, bewaldete Geländestufe zu den höheren Jurazügen über. Das Gemeindeareal erstreckt sich mit einem schmalen Zipfel über eine Reihe parallel verlaufender Geländekämme (gemäß der Streichrichtung des Gebirges in Südwest-Nordost-Richtung orientiert) mit dazwischengeschalteten Senken (Weideland) bis auf die breite Antiklinale des Mont Chaumont. Mit 1056 m wird an der Nordostabdachung dieses Höhenzuges die höchste Erhebung von Flangebouche erreicht.
Nachbargemeinden von Flangebouche sind Grandfontaine-sur-Creuse im Norden, Loray und Orchamps-Vennes im Osten, Gilley im Süden sowie Longemaison und Avoudrey im Westen.

## Geschichte
Im Mittelalter gehörte Flangebouche zur Herrschaft Vercel. Zusammen mit der Franche-Comté gelangte das Dorf mit dem Frieden von Nimwegen 1678 an Frankreich. Im 20. Jahrhundert wurde bei Flangebouche Lignit abgebaut. Heute ist Flangebouche Mitglied des Gemeindeverbandes Portes du Haut-Doubs.
Am 1. Januar 2009 erfolgte eine Änderung der Arrondissementszugehörigkeit der Gemeinde. Bislang zum Arrondissement Besançon gehörend, kamen alle Gemeinden des Kantons zum Arrondissement Pontarlier.

## Sehenswürdigkeiten

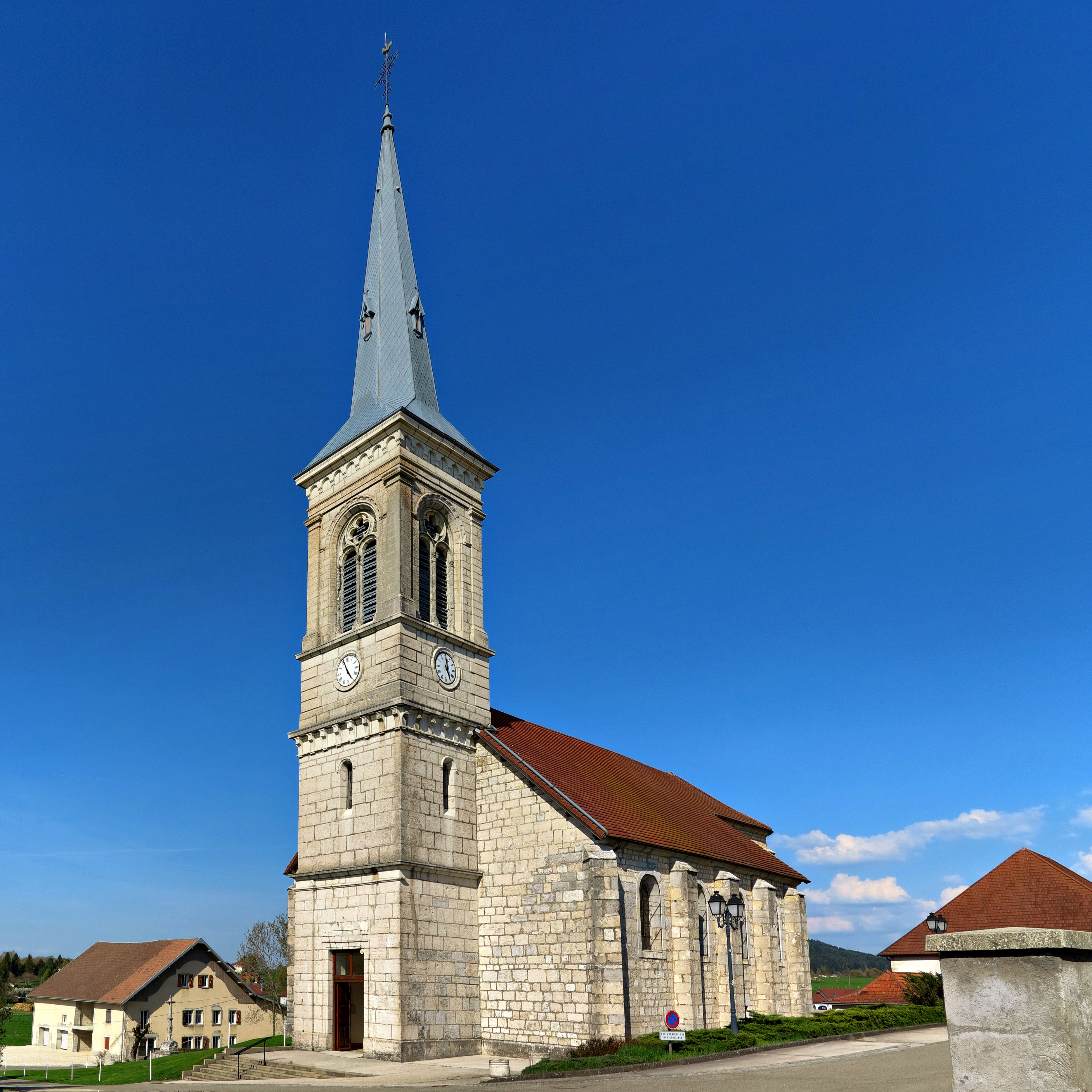
Kirche Saints-Feréol-et-Ferjeux

- Die Kirche Saints-Ferréol-et-Ferjeux in Flangebouche wurde im 18. Jahrhundert im Stil des Klassizismus erbaut.
- Neben der Kirche steht ein monumentales, reich skulptiertes Steinkreuz aus dem 15. Jahrhundert.
- Im Ortskern sind verschiedene Bauernhäuser aus dem 18. und 19. Jahrhundert im charakteristischen Stil der Franche-Comté erhalten.

## Bevölkerung
| Jahr                       | 1962 | 1968 | 1975 | 1982 | 1990 | 1999 | 2006 | 2016 |
| Einwohner                  | 605  | 582  | 523  | 527  | 558  | 549  | 611  | 774  |
| Quellen: Cassini und INSEE |      |      |      |      |      |      |      |      |

Mit 833 Einwohnern (1. Januar 2022) gehört Flangebouche zu den kleinen Gemeinden des Départements Doubs. Nachdem die Einwohnerzahl in der ersten Hälfte des 20. Jahrhunderts deutlich abgenommen hatte (1881 wurden noch 722 Personen gezählt), wurde seit Beginn der 1980er Jahre wieder ein Bevölkerungswachstum verzeichnet.

## Wirtschaft und Infrastruktur
Flangebouche war bis ins 20. Jahrhundert hinein ein vorwiegend durch die Landwirtschaft (Viehzucht und Milchwirtschaft, Ackerbau) geprägtes Dorf. Daneben gibt es heute verschiedene Betriebe des Klein- und Mittelgewerbes, hauptsächlich in der Holzverarbeitung. Viele Erwerbstätige sind auch Wegpendler, die in den umliegenden größeren Ortschaften ihrer Arbeit nachgehen.
Die Ortschaft ist verkehrstechnisch gut erschlossen. Sie liegt an der Hauptstrasse D461, die von Besançon nach Morteau führt. Durch eine vierspurige Umfahrung ist der Ortskern heute vom Durchgangsverkehr entlastet. Eine weitere Straßenverbindung besteht mit Loray.